# Milan Dimić

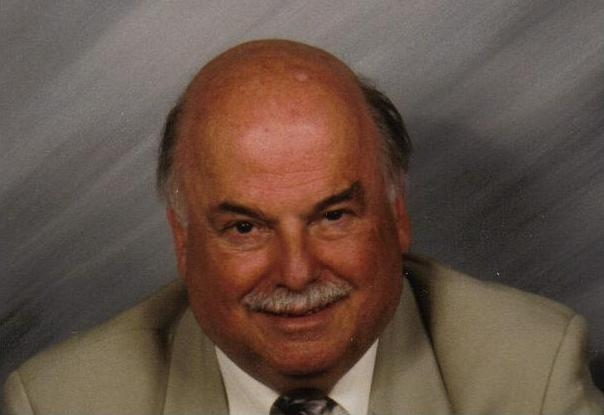
Milan V. Dimić

Milan Velimir Dimić (* 15. März 1933 in Belgrad; † 9. März 2007 ebenda) war ein serbisch-kanadischer Literaturwissenschaftler.
Dimić begann seine wissenschaftliche Laufbahn am Institut für experimentelle Phonetik der Serbischen Akademie der Wissenschaften und unterrichtete von 1957 bis 1962 Literaturtheorie an der Universität Belgrad. Ein Stipendium der Alexander-von-Humboldt-Stiftung ermöglichte ihm ab 1963 ein Postdoktoranden-Studium der vergleichenden Literaturwissenschaft in der Universität Tübingen. 1963 veröffentlichte er drei Bücher, die mehrfach neu verlegt wurden: Predanja klasične starine (Legenden der klassischen Antike), Predanja starih Germana (Altgermanische Legenden) und Predanja azijskih naroda (Legenden  der asiatischen Völker), 1964 folgte seine Ausgabe von Franc Kafka. Pripovetke (Franz Kafka: Ausgewählte Erzählprosa).
1966 ging  Dimić nach Kanada und wurde Professor für Germanistik und vergleichende Literaturwissenschaft an der University of Alberta. Er leitete von 1969 bis 1975 die Fakultät für Komparatistik und war Gründungsmitglied der Canadian Comparative Literature Association deren Vorstand er von 1968 bis 1998 angehörte. 1974 gründete er die Canadian Review of Comparative Literature, deren Herausgeber er bis 1998 war, 1985 das Research Institute for Comparative Literature (heute M. V. Dimić Institute). 1983 wurde er Fellow der Royal Society of Canada. Nach seiner Emeritierung 1998 setzte er seine Lehrtätigkeit fort und übernahm eine Gastprofessur an der Shih-Hsin-Universität in Taipeh.